# Paranomis denticosta
Paranomis denticosta là một loài bướm đêm trong họ Crambidae.